# Gabrielle con cappello largo
Gabrielle con cappello largo è un dipinto del pittore francese Pierre-Auguste Renoir, realizzato nel 1915-1916 e conservato presso il Museo di Grenoble.

## Descrizione
Gabrielle Renard, figlia di un viticoltore di Essoyes, era la cugina di Aline Charigot, moglie di Renoir, e perciò nel 1894 entrò nella loro casa come governante dei suoi figli. Il sodalizio artistico tra lei e Renoir fu di grande intensità, a tal punto che arrivò a divenire la modella preferita degli ultimi venti anni di attività del maestro. Questo dipinto è da intendersi come un ulteriore omaggio alla bellezza di Gabrielle: se, tuttavia, in altre opere ella si offriva alla vista seminuda (si pensi a Gabrielle con la rosa), qui è completamente vestita con un abito dai riflessi sgargianti. Veste, inoltre, un elegante cappello guarnito di rose, in allusione alla sua giovinezza.
La scena, attentamente studiata, si ricollega alla ritrattistica ufficiale di autori come David e Ingres, dalla quale prende ispirazione per la struttura cromatica dello sfondo, scandito in una zona rossa e in una gialla che poi convergono poco sopra il capo della modella. Se, tuttavia, le opere davidiane e ingresiane erano eccessivamente sobrie ed austere, Renoir preferisce non svilire la sua verve pittorica e decide di snellire l'apparato cromatico dell'opera apponendovi gradazioni di colore più chiare, prensili alla luce, in grado di rendere l'opera quasi sfavillante. Dal punto di vista materico Renoir è molto attento alla concreta corporeità sia della modella che della rosa sul bordo del cappello nero, che modella con una mentalità quasi da scultore (proprio in quegli anni, d'altronde, il pittore si dedicava alla traduzione delle proprie opere in scultura).
È lo stesso Renoir, infine, a indicarci la prassi che ha adottato nell'esecuzione di questo dipinto:
(Pierre-Auguste Renoir)